# Circonscription de Ticho
La circonscription de Ticho est l'une des 177 circonscriptions législatives de l'État fédéré Oromia, elle se situe dans la Zone Arsi. Son représentant actuel est Hajj Ali Dermesha Ahmed.